# Francisco Contreras (tennista)
Francisco Contreras Serrano, anche noto come Pancho Contreras (Città del Messico, 16 giugno 1934 – Città del Messico, 12 luglio 2022), è stato un tennista messicano.

## Carriera
In singolare il suo migliore risultato è stato il quarto turno raggiunto al Roland Garros 1957 e agli U.S. National Championships 1956, nel doppio si è avventurato fino ai quarti di finale di Wimbledon 1958 e nello stesso anno alla semifinale del doppio misto.
È stato un giocatore importante per la sua nazione, ha conquistato quattro medaglie ai Giochi panamericani e due ai Giochi centramericani e caraibici. In Coppa Davis ha giocato un totale di ventuno incontri per la squadra messicana vincendone tredici.
Il figlio Javier ha intrapreso a sua volta la carriera da tennista ma senza gli stessi successi del padre mentre la nipote Fernanda sta ottenendo migliori risultati nel circuito WTA.